# E-Prix di Buenos Aires 2016
L'E-Prix di Buenos Aires 2016 è stata la 4ª tappa del campionato di Formula E 2015-2016. La gara si è svolta il 6 febbraio 2016 ed è stata vinta dal britannico Sam Bird del team DS Virgin Racing.

## Prima dell'evento

### Piloti
A fine gennaio viene annunciato che Jacques Villeneuve non avrebbe proseguito la stagione con il team Venturi, ed al suo posto viene chiamato il britannico Mike Conway; il Team Aguri licenzia Nathanaël Berthon e chiama al suo posto Salvador Durán, che aveva corso con il team la stagione precedente.

### Fanboost
Il fanboost è stato vinto da Jean-Éric Vergne, Lucas Di Grassi e Sam Bird.

## Risultati

### Qualifiche
Nella sessione di qualifiche si è avuta la seguente situazione:
| Pos.                        | Nº | Pilota                 | Squadra                   | Q1       | SP       | Griglia |
| --------------------------- | -- | ---------------------- | ------------------------- | -------- | -------- | ------- |
| 1                           | 2  | Sam Bird               | DS Virgin Racing          | 1:09.474 | 1:09.420 | 1       |
| 2                           | 8  | Nicolas Prost          | Renault e.Dams            | 1:09.473 | 1:09.751 | 2       |
| 3                           | 55 | António Félix da Costa | Team Aguri                | 1:09.381 | 1:09.761 | 3       |
| 4                           | 4  | Stéphane Sarrazin      | Venturi                   | 1:09.236 | 1:10.298 | 4       |
| 5                           | 12 | Mike Conway            | Venturi                   | 1:09.602 | 1:12.391 | 5       |
| 6                           | 27 | Robin Frijns           | Andretti                  | 1:09.616 |          | 6       |
| 7                           | 11 | Lucas Di Grassi        | ABT Schaeffler Audi Sport | 1:09.677 |          | 7       |
| 8                           | 66 | Daniel Abt             | ABT Schaeffler Audi Sport | 1:09.814 |          | 8       |
| 9                           | 1  | Nelson Piquet Jr.      | NEXTEV TCR                | 1:09.931 |          | 9       |
| 10                          | 7  | Jérôme d'Ambrosio      | Dragon Racing             | 1:10.067 |          | 10      |
| 11                          | 88 | Oliver Turvey          | NEXTEV TCR                | 1:10.126 |          | 11      |
| 12                          | 6  | Loïc Duval             | Dragon Racing             | 1:10.130 |          | 12      |
| 13                          | 23 | Nick Heidfeld          | Mahindra Racing           | 1:10.321 |          | 13      |
| 14                          | 28 | Simona de Silvestro    | Andretti                  | 1:10.446 |          | 14      |
| 15                          | 25 | Jean-Éric Vergne       | DS Virgin Racing          | 1:10.581 |          | 15      |
| 16                          | 21 | Bruno Senna            | Mahindra Racing           | 1:11.306 |          | 16      |
| 17                          | 77 | Salvador Durán         | Team Aguri                | 1:13.256 |          | 17      |
| Tempo limite 107%: 1:14.279 |    |                        |                           |          |          |         |
| 18                          | 9  | Sébastien Buemi        | Renault e.Dams            | 1:19.421 |          | 18      |

### Gara
| Pos.   | Nº | Pilota                 | Squadra                   | Giri | Tempo/Ritiro | Griglia | Punti |
| ------ | -- | ---------------------- | ------------------------- | ---- | ------------ | ------- | ----- |
| 1      | 2  | Sam Bird               | DS Virgin Racing          | 35   | 45:28.385    | 1       | 28    |
| 2      | 9  | Sébastien Buemi        | Renault e.Dams            | 35   | +0.716       | 18      | 18    |
| 3      | 11 | Lucas Di Grassi        | ABT Schaeffler Audi Sport | 35   | +7.525       | 7       | 15    |
| 4      | 4  | Stéphane Sarrazin      | Venturi                   | 35   | +9.415       | 4       | 12    |
| 5      | 8  | Nicolas Prost          | Renault e.Dams            | 35   | +11.316      | 2       | 10    |
| 6      | 6  | Loïc Duval             | Dragon Racing             | 35   | +15.660      | 12      | 8     |
| 7      | 23 | Nick Heidfeld          | Mahindra Racing           | 35   | +16.444      | 13      | 6     |
| 8      | 27 | Robin Frijns           | Andretti                  | 35   | +18.685      | 6       | 4     |
| 9      | 88 | Oliver Turvey          | NEXTEV TCR                | 35   | +22.007      | 11      | 2     |
| 10     | 21 | Bruno Senna            | Mahindra Racing           | 35   | +22.456      | 16      | 1     |
| 11     | 25 | Jean-Éric Vergne       | DS Virgin Racing          | 35   | +24.482      | 15      |       |
| 12     | 1  | Nelson Piquet Jr.      | NEXTEV TCR                | 35   | +24.641      | 9       |       |
| 13     | 66 | Daniel Abt             | ABT Schaeffler Audi Sport | 35   | +27.998      | 8       |       |
| 14     | 28 | Simona de Silvestro    | Andretti                  | 35   | +36.171      | 14      |       |
| 15     | 12 | Mike Conway            | Venturi                   | 35   | +39.581      | 5       |       |
| 16     | 7  | Jérôme d'Ambrosio      | Dragon Racing             | 34   | +1 giro      | 10      | 2     |
| Rit    | 55 | António Félix da Costa | Team Aguri                | 17   | Ritirato     | 3       |       |
| Rit    | 77 | Salvador Durán         | Team Aguri                | 14   | Ritirato     | 17      |       |
| Fonte: |    |                        |                           |      |              |         |       |

## Classifiche

### Piloti
|  | Pos. | Pilota            | Punti |
|  | ---- | ----------------- | ----- |
|  | 1    | Sébastien Buemi   | 80    |
|  | 2    | Lucas Di Grassi   | 76    |
|  | 3    | Sam Bird          | 52    |
|  | 4    | Loïc Duval        | 32    |
|  | 5    | Jérôme d'Ambrosio | 30    |

### Squadre
|  | Pos. | Squadra                   | Punti |
|  | ---- | ------------------------- | ----- |
|  | 1    | Renault e.Dams            | 101   |
|  | 2    | ABT Schaeffler Audi Sport | 86    |
|  | 3    | Dragon Racing             | 62    |
|  | 4    | DS Virgin Racing          | 58    |
|  | 5    | Mahindra Racing           | 34    |